# كوكب القردة (فلم 2001)
كوكب القردة (بالإنجليزية: Planet of the Apes) وهو فيلم أمريكي من الخيال العلمي القائمة على رواية بيير بول وهو إنتاج جديد للفلم الفرنسي عنه الذي أنتج في سنة 1968. الفيلم من إخراج تيم برتون ومن بطولة مارك والبيرغ وتيم روث وهيلينا بونهام كارتر ومايكل كلارك دانكن وبول جياماتي وإيستيلا وورن.

## القصة
ينطلق رائد الفضاء (ليو ديفيدسون) في عام 2029 من محطة فضائية، وذلك في إطار مهمة استطلاعية روتينية على متن مركبة صغيرة. يمر ليو خلال ثقب دودي ينقله إلى عالم موازٍ في بعدٍ زمني آخر، وهناك يجد نفسه على سطح كوكب غريب تحكمه القرود، ويسيطرون على الجنس البشري ويعاملونهم كالعبيد. تتعاطف القردة آري مع ليو وتقرر مساعدته، وينضم إليهم مجموعة صغيرة من المتمردين البشريين الذين نجحوا في الفرار من الأسر. ويجد ليو نفسه مضطرًا لقيادة المتمردين في مواجهة جيش القرود المتوحش.و بعد عودته إلى كوكب الأرض يجد ان القردة قد حكمت الأرض.

## الميزانية والإيرادات
بلغت تكلفة إنتاج الفيلم حوالي 100 مليون دولار بينما حقق أرباحا تقدر بـ 362.2 مليون دولار.

## وصلات خارجية
- مقالات تستعمل روابط فنية بلا صلة مع ويكي بيانات